# Lagemeeden (streek)
Lagemeeden is een streekje in de gemeente Westerkwartier in de Nederlandse provincie Groningen. Oorspronkelijk is het een kerkdorp geweest, het vormde samen met Hoogemeeden een kerspel. Het is te bereiken via een weggetje vanuit Den Horn, en te voet of per fiets ook via een pad vanaf De Poffert. Meeden betekent net als made hooiland. De grotere streek Lagemeeden wordt begrensd door de Oostertocht in het westen (dat de grens vormde met de inmiddels opgeheven gemeente Leek), de Weersterweg (De Weer) in het noorden, de Zuidwending in het oosten en het Hoendiep in het zuiden.

## Geschiedenis

### Ontginning
Het gebied tussen Lagemeeden en Roderwolde werd in de 10e of 11e eeuw in cultuur gebracht. Door het graven van de kavelsloten voor de ontwatering oxideerde de veenbodem echter en daalde met zeker 1 tot 1,5 meter. In de 12e eeuw slibde bovendien de Oude Riet dicht, waardoor de afwatering stagneerde en het gebied steeds natter werd. Waarschijnlijk begin 13e eeuw werd de met afgezet slib verhoogde oude bedding van de Oude Riet door de Cisterciënzermonniken van het klooster van Aduard, kort nadat het klooster gesticht werd, verhoogd tot de Munnikedijk om zo het aangrenzende gebied Hoogemeeden te beschermen tegen water uit Lagemeeden. Begin 14e eeuw woonden er naar schatting 150 mensen in de Lagemeeden, verdeeld over verschillende boerderijen. De ontwatering van het gebied werd waarschijnlijk sterk verbeterd na het graven van het Aduarderdiep in de 15e eeuw.

### Kapel
In 1340 of 1345 werd door abt Fredericus Gayckinga een kapelletje gesticht in Lagemeeden. Het was een dochtergemeente van de kerk van Oostwold, waar het klooster een voorwerk had. Volgens de kroniek van het klooster schonk abt Fredericus het kerkje ook een relikwie, een gedeelte van de arm van de heilige Margaretha (Sint-Margriet), die hij uit Rome had meegenomen. Deze relikwie verdween waarschijnlijk rond de reductie.

### Kerk
Uit de kadastrale minuut van 1832 kan worden opgemaakt dat de kerk ongeveer 25 meter lang was en aan oostzijde een rondgesloten koor had. Aan westzijde stond op het 'Torenkamp' (of 'Klokheem') een klokkenstoel, waarin een zware klok hing die ook geluid werd bij de begrafenissen van niet-hervormden. In 1858 werd deze klok in opdracht van de gemeente Aduard (die sinds 1825 eigenaar van alle klokkentorens en klokkenstoelen was) geruild met die van de Sint-Petruskerk van Ureterp. Deze was gescheurd en werd door klokkengieter Elsinga aan het Damsterdiep omgegoten tot een kleinere klok met een mondwijdte van 70 centimeter. Rond 1854 kreeg de kerk grotere ramen voor meer lichtinval. Het plan was om ook een torentje op de kerk te zetten, waartoe de gemeente Aduard in 1855 alvast materiaal had aangeschaft. Met het onderhoud van de kerk was het echter slecht gesteld en in de jaren erop dreigde ze zelfs in te storten. In 1859 werd bovendien geconstateerd dat de kerk begon te verzakken. In de kerk kwamen steeds meer scheuren. Op verzoek van de kerkvoogden kwam de provinciale inspecteur langs en gaf als advies de kerk af te breken en in het meer centraal gelegen Den Horn te herbouwen. Lagemeeden lag namelijk niet aan een doorgaande weg en was mede daardoor nooit uitgegroeid tot een dorp.
Bij de kerk behoorde een boerderij met een domineeskamer (Kerkeploats); een plek waar de dominee kon verblijven als deze naar Lagemeeden afreisde (de pastorie stond in Oostwold).
In 1861 ontstond er discussie over verplaatsing van de kerk; naar de Kerktil ten westen van het dorp Den Horn of naar het centrum van Den Horn, nabij de doopsgezinde kerk. Met een stem verschil (15 tegen 14) werd het uiteindelijk de Kerktil. Daarbij waren er ook vergeefse protesten tegen het feit dat de klok meegenomen zou worden naar de nieuwe kerk; ze kon nu niet meer voor andere gezindten worden geluid bij begrafenissen.
Het kerkje en de klokkenstoel werden in 1862 afgebroken. Om de bouw van de nieuwe kerk van Den Horn te bekostigen werd de begraafplaats van Lagemeeden aan de gemeente Aduard verkocht. Stenen en hout van de oude kerk werden hergebruikt bij de bouw van de nieuwe. Ook alle inventaris kreeg daar nieuwe een plek. De plaats waar de kerk stond werd in gebruik genomen voor nieuwe begrafenissen.

### Kerkhof
Het oude kerkhof is bewaard gebleven. In 1897 werd, op de plek waar eerder de kerk stond, een memorieplaatje gevonden ter nagedachtenis aan pastoor Bertoldus Haecke die overleed in 1470. Het was oorspronkelijk aan een grafzerk bevestigd geweest. Veel 17e- en 18e-eeuwse grafzerken werden in later tijd hergebruikt voor verharding van de deelvloer van een nabijgelegen boerderij. De verlaten rustplek tussen de landerijen is nog steeds in gebruik voor begravingen. 

## Afbeeldingen

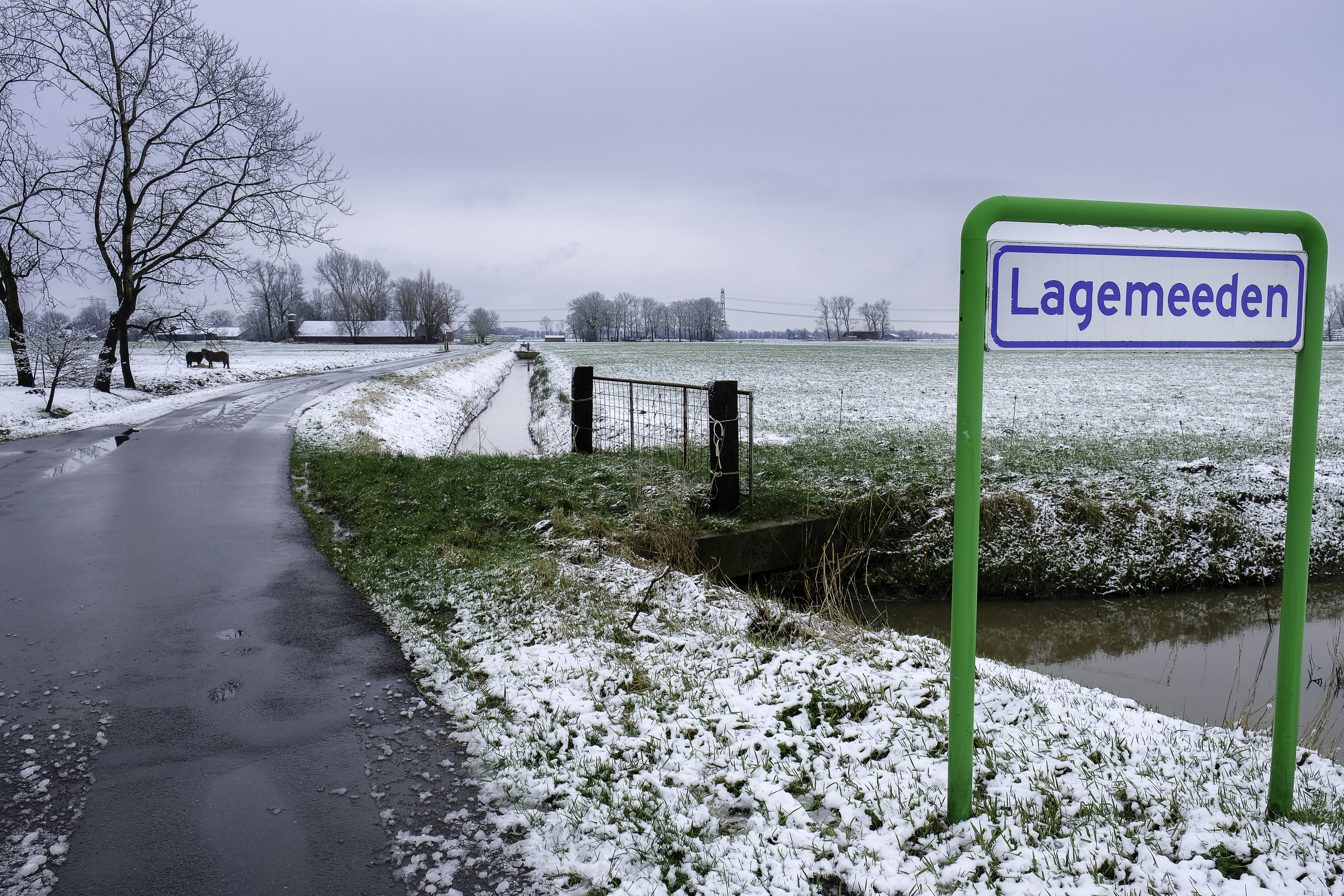
Naamsbordje gezien vanaf Den Horn met de begraafplaats op de achtergrond (midden achter)
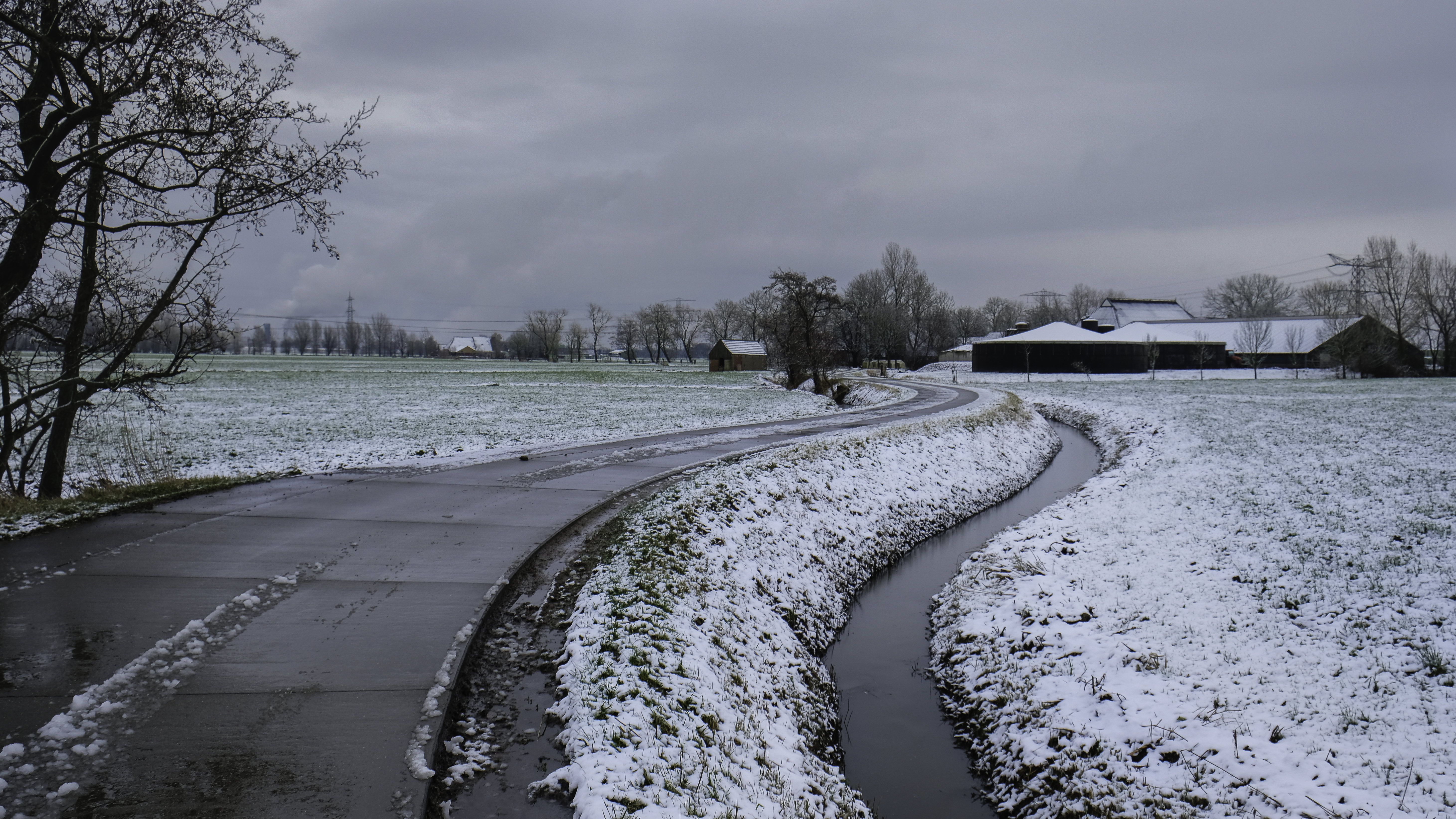
Weg door de Legemeeden
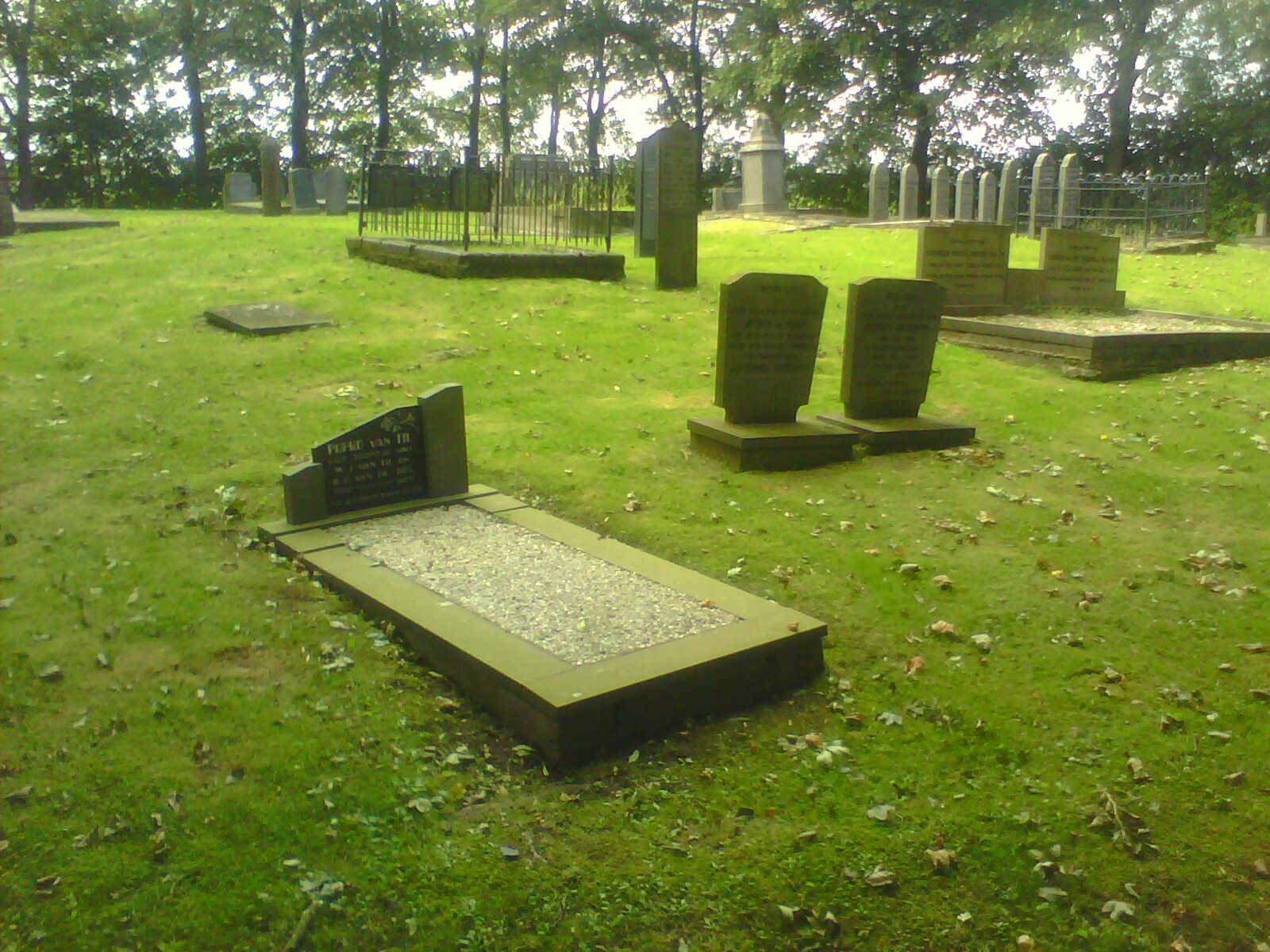
Gezicht op een aantal graven
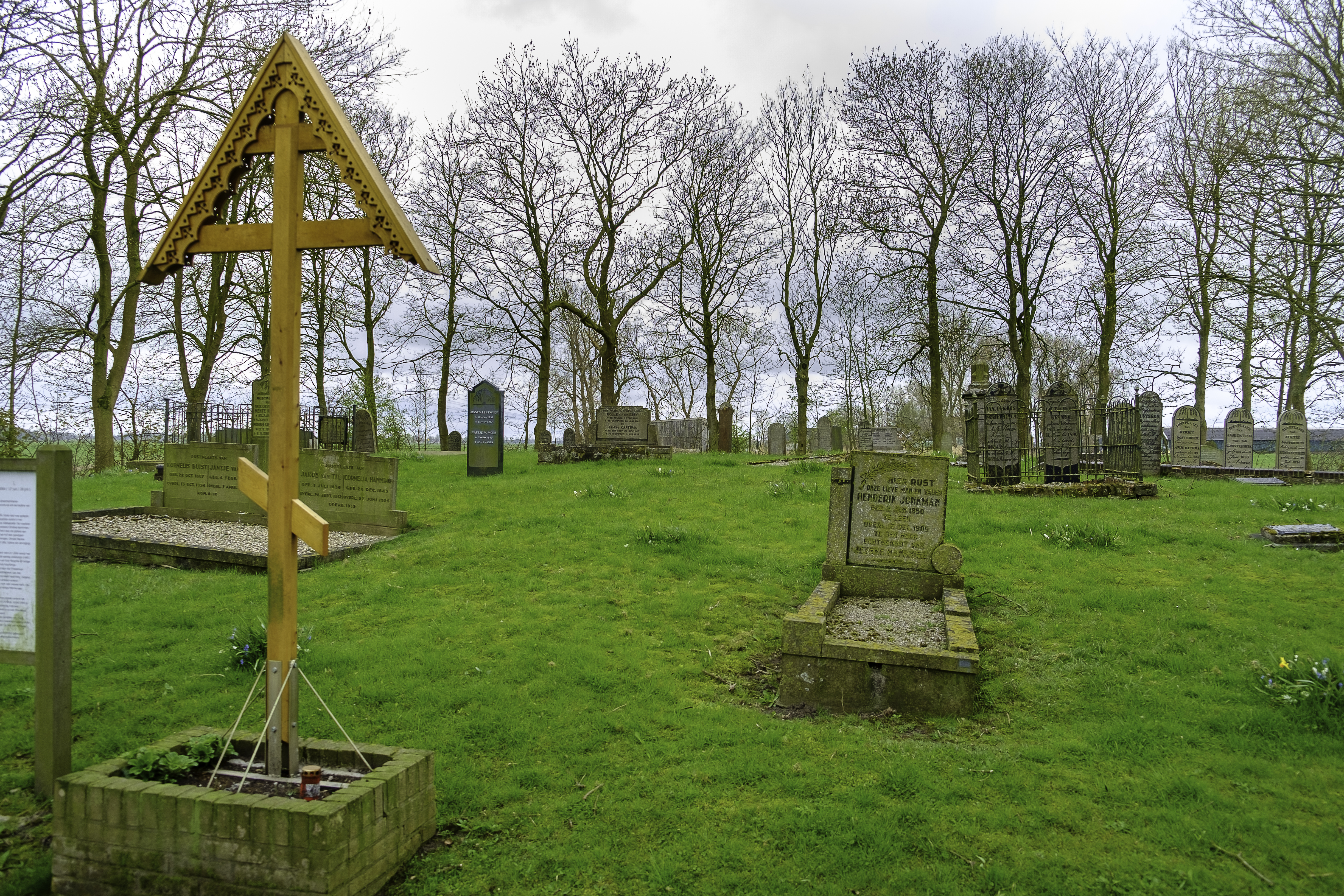
Oosters-orthodox kruis geplaatst in 2012 ter herinnering aan de heilige Margaretha aan wie het vroegere kerkje gewijd was